# Sapeaçu
Sapeaçu är en kommun i Brasilien.   Den ligger i delstaten Bahia, i den östra delen av landet, 1 000 km öster om huvudstaden Brasília. Antalet invånare är 16 597.
Omgivningarna runt Sapeaçu är huvudsakligen savann. Runt Sapeaçu är det ganska tätbefolkat, med 100 invånare per kvadratkilometer.